# Ивановка (Ульяновский район, Ульяновская область)
Ива́новка — село в Ульяновском районе Ульяновской области. Входит в состав Зеленорощинское сельское поселение.

## География
Село находится на речке Грязнушка (приток Свияги). В 28 км от районного центра Ишеевка, в 24 км от областного центра Ульяновск, 703 км до Москва и 51 км до аэропорта Баратаевка.

## История
Именным Высочайшим указом от 15 июля 1800 года, статскому (впоследствии тайному) советнику Ивану Андреевичу Порошину пожаловано было, за службу его брата, Семёна Андреевича, воспитателя Императора Павла, 20,000 десятин из казённых оброчных земель: 15,000 десятин в Симбирской и 5000 — в Саратовской губерниях. В Симбирской губернии отвели ему земли в разных местах и из генеральной дачи села Грязнухи (ныне с. Луговое), в верховьях речки Грязнушки, отмежевали отдельный участок в 1649 десятин 980 саж. Здесь Порошин поселил своих крестьян, основал деревню, названную Ивановкой, по имени его основателя; сам же основатель назвал её Павловкой, в честь Императора Павла. Этот участок земли, полностью, был приобретен впоследствии у Порошина, женою поручика Прасковьею Яковлевною Симогуловою, а от неё перешел, по наследству, к сыну, капитану Якову Ивановичу Симогулову, продавшему в 1878 г. имение (1088 дсс. 1200 саж.) девице Елизавете Александровне Яровой, а у неё в 1882 году купил князь Иван Михайлович Оболенский, нынешний собственник.
В 1859 году деревня Ивановка (Павловка), на Московском почтовом тракте из г. Симбирска, во 2-м стане Симбирского уезда Симбирской губернии.
При освобождении крестьян (в 1861 г.) Ивановскому обществу отведено было, на 251 у (85 дворов) 760 десятин 1280 сажен удобной земли (30 дес. под усадьбу, 583 дес. 1920 саж. пашни, 16 дес. 1760 саж. выгону и 130 дес. мелкого леса, обращенного ныне в пашню). В настоящее время (на 1903 г.) в с. Ивановке 137 дворов, с населением в 1046 человек (508 муж. и 538 жен.). Ввиду недостатка надельной земли, общество арендует у удела 600 десятин пашни. На р. Грязнушке, в окрестностях села (Ивановка расположена при ключах Смородинном и Головном, служащих истоком речки Грязнушки) местные крестьяне имеют три водяные мукомольные мельницы, да в самом селе у князя Оболенского две такие же мельницы.
Как особенность местного населения, нельзя не заметить, что все крестьяне с. Ивановки чрезвычайно высокого роста — здоровый и красивый народ.
Церковь в с. Ивановке была построена в 1869 году, но в 1881 году она сгорела, и на том же самом месте, на земле князя Оболенского, в 1882 году, была построена деревянная церковь. Престолов в нём два: главный — во имя Святителя и Чудотворца Николая и в приделе — во имя св. Апостола и Евангелиста Иоанна Богослова.
В 1884 году здесь открыта церковно-приходская школа. Школа грамоты открылась в 1898 году.
11 — 13 сентября 1910 г. Симбирскую губернию посетили с визитом председатель Совета министров П. А. Столыпин, главноуправляющий землеустройством и земледелием А. В. Кривошеин и чиновником особых поручений председателя Совета министров г. Яблоновский. Его сопровождали: председатель Губернской земской управы Н. Ф. Беляков, губернский предводитель дворянства В. Н. Поливанов и директора департаментов А. А. Риттих и С. С. Хрипунов, А. А. Катенин, Симбирский губернатор Д. Н. Дубасов. После посещения станции-Охотничья, в бывшей усадьбе князя И. М. Оболенского губернатор дал завтрак в честь высоких гостей. 
25 августа 1919 года коллегия при Симбирском земельном отделе приняло решение о переселении сельскохозяйственной трудовой коммуны имени III Интернационала из имения Анненкова при деревне Грязнушка (ныне Анненково) в имение князя Оболенского при селе Ивановка. Дата 25 августа 1919 года считается днём образования Ивановского детского дома.
С весны 1934 года здесь воспитывался полный кавалер ордена Славы А. М. Аблуков, а с 1938 года — Герой Советского Союза Александр Матросов.
В 1955 году сюда были переведены из Ульяновска Детдом № 6 для глухонемых ребятишек.
2 ноября 1981 года в Ивановский детский дом приезжала Людмила Зыкина, народная артистка СССР, лауреат Ленинской премии, и руководимый ею Государственный республиканский русский народный ансамбль «Россия».

## Население
- В 1859 году в 72 дворах жило: 275 мужчин и 292 женщины[5].
- В 1900 году в 128 дворах жило: 515 м. и 561 ж.[6];
- В 1903 году в с. Ивановке 137 дворов, с населением в 1046 человек (508 муж. и 538 жен.).
- В 2010 году  —  446 человек.

## Известные жители
- В окрестности села похоронен князь Оболенский Иван Михайлович.
- Здесь воспитывался полный кавалер ордена Славы А. М. Аблуков и Герой Советского Союза Александр Матросов.
- Букин, Александр Васильевич — депутат Законодательного собрания области, бывший министр ЖКК региона и глава администрации Ульяновска. Александр Букин пришел в политику из системы образования. Начинал простым учителем физики, затем работал замдиректора Охотничьевской средней школы, позже — замдиректора Ивановского детского дома. Почётный гражданин Ульяновска[11].

## Инфраструктура
Ивановский детский дом имени Александра Матросова .
Существовал свиноводческий совхоз "Россия".

## Достопримечательности
- В селе установлена скульптура «Подвиг Героя Советского Союза А. МАТРОСОВА» (20 мая 1972 года, ск-р Л. А. Турская)[13], в память о которой в 1973 году  Министерством связи СССР издан художественный маркированный конверт — «Ульяновская область, с. Ивановка. Скульптура «Подвиг Героя Советского Союза Александра Матросова»» [14]. Постановлением Правительства Ульяновской области от 25.06.2014 № 253-П  Памятник Герою Советского Союза А. М. Матросову, 1972 регионального значения поставлен на государственную охрану[15].

- В селе есть мемориальный музей Героя Советского Союза А. Матросова. Музей занесён в список музеев боевой и трудовой славы на Поклонной горе в г. Москве[16].
- 21 июля 2023 года в селе состоялось освящение святого источника во имя апостола и евангелиста Иоанна Богослова[17].

- ХМК СССР, 1973. Ульяновская область, с. Ивановка. Скульптура «Подвиг Героя Советского Союза А. Матросова».